# Manuel Mata Gómez
Manuel Mata Gómez (València, 1959) és un polític i advocat valencià, militant del Partit Socialista del País Valencià (PSPV). Forma part del corrent Esquerra Socialista.
Llicenciat en dret, Mata fou regidor a l'Ajuntament de València entre 1989 i 1995, així com membre de l'Executiva Nacional del PSPV des del 2004 al 2007, període durant el qual fou portaveu de l'executiva del secretari general Joan Ignasi Pla. De 2009 a 2011 és diputat a les Corts Valencianes, substituint a José Camarasa. Tornà a la cambra a les eleccions de 2015, en les que Ximo Puig esdevé president de la Generalitat i és des d'aleshores que Manuel Mata és Síndic-portaveu del Grup Socialista a les Corts.
El setembre del 2010 anuncià les seues intencions de participar en les eleccions primàries per tal d'elegir al candidat socialista a l'alcaldia de València, sent derrotat per Joan Calabuig, candidat del secretari general Ximo Puig. Les diferències polítiques entre Mata i Puig tornen a emergir el maig de 2017 durante el procés de primàries del PSOE en les que Mata recolza al candidat Pedro Sánchez (finalment guanyador) i Puig a l'andalusa Susana Díaz. Tot i això, a les primàries valencianes celebrades mesos més tard en les que Ximo Puig s'enfrontà al candidat 'sanchista' Rafa García, Mata s'alinià amb el seu secretari general. Açò desenvocà en el nomenament de Manuel Mata com a vicesecretari general del PSPV durant el XIII Congrés Nacional de juliol de 2017 en el que Ximo Puig confecciona la seua Executiva Nacional.
En la seua activitat professional com advocat, se’l recorda en casos com el de l'anestesista Juan Maeso, en el qual va actuar d'acusació, i s'ha enfrontat amb farmacèutiques i institucions públiques en plets en què ha aconseguit victòries.
El dia 30 d'abril de 2022 va dimitir del seu càrrec de síndic i de diputat autonòmic per a centrar la seua tasca en la defensa de l'empresari Jaime Febrer, principal investigat pel cas Azud, per a evitar el conflicte d'interessos.

## Galeria
- Entrevista a La Represa de juliol de 2016.